# Boykinia jamesii
Boykinia jamesii är en stenbräckeväxtart som först beskrevs av John Torrey, och fick sitt nu gällande namn av Adolf Engler. Boykinia jamesii ingår i släktet bäckbräckor, och familjen stenbräckeväxter. Inga underarter finns listade i Catalogue of Life.